# Thunderbolts*
Thunderbolts* is een Amerikaanse superheldenfilm uit 2025, geregisseerd door Jake Schreier en gebaseerd op het Marvel Comics-team Thunderbolts. Het is de 36e film in het Marvel Cinematic Universe (MCU) en de vijfde en laatste film van fase vijf van het MCU.
De film gaat verder in op verhaallijnen en personages uit de films: Ant-Man and the Wasp (2018), Black Widow (2021), Black Panther: Wakanda Forever (2022) en Captain America: Brave New World (2025), en uit de televisieseries: The Falcon and the Winter Soldier (2020) en Hawkeye (2021).

## Verhaal
Een groep antihelden wordt op een missie gestuurd door de Amerikaanse overheid.

## Rolverdeling
| Acteur                | Personage                             |
| --------------------- | ------------------------------------- |
| Florence Pugh         | Yelena Belova                         |
| Sebastian Stan        | Bucky Barnes / Winter Soldier         |
| Julia Louis-Dreyfus   | Valentina Allegra de Fontaine         |
| Lewis Pullman         | Robert "Bob" Reynolds / Sentry / Void |
| David Harbour         | Alexei Shostakov / Red Guardian       |
| Wyatt Russell         | John Walker / U.S. Agent              |
| Hannah John-Kamen     | Ava Starr / Ghost                     |
| Olga Kurylenko        | Antonia Dreykov / Taskmaster          |
| Geraldine Viswanathan | Mel Gold                              |
| Wendell Pierce        | congreslid Gary                       |
| Chris Bauer           | Holt                                  |
| Violet McGraw         | jonge Yelena Belova                   |
| Alexa Swinton         | Anya                                  |
| Eric Lange            | Houston                               |
| Chiara Stella         | jonge Valentina                       |
| Stefano Carrannante   | Nico de Fontaine                      |
| Gabrielle Byndloss    | Olivia Walker                         |
| Regina Ting Chen      | verslaggever                          |
| Clayton Cooper        | jonge Bob Reynolds                    |
| Joshua Mikel          | Bob's vader                           |

## Productie
Thunderbolts* werd voor het eerst aangekondigd op Comic-Con 2022 en veel van de belangrijkste castleden werden geïntroduceerd tijdens Disneys D23-evenement in 2023. Jake Schreier regisseerde de film op basis van een script van Lee Sung Jin (op basis van een origineel ontwerp van Eric Pearson), terwijl Marvel Studios-president Kevin Feige de film produceerde. De trailer werd een eerste maal vertoond in juli 2024 op Comic-Con 2024 in San Diego.
Na het openingsweekend werd onthuld dat de asterisk (*) staat voor The New Avengers. Waardoor de titel Thunderbolts* - die niet wijzigt - kan gelezen worden als Thunderbolts (The New Avengers).

### Filmopnames
In januari 2023 vertelde Julia Louis-Dreyfus dat de filmopnames in juni 2023 van start zouden gaan. Eind mei 2023 werd bekendgemaakt dat de filmopnames werden uitgesteld ten gevolge van de SAG-AFTRA-staking. De filmopnames gingen van start op 26 februari 2024 in de Trilith Studios en de Atlanta Metro Studios in Atlanta.

## Release en ontvangst
Thunderbolts* ging op 22 april 2025 in première op het Empire Leicester Square in Londen, Engeland. De film ging op 30 april 2025 in première in de Nederlandse en Belgische bioscopen, met de Amerikaanse bioscopen die volgden op 2 mei 2025. De film kreeg overwegend positieve kritieken van de filmcritici, met een score van 88% op Rotten Tomatoes, gebaseerd op 373 beoordelingen.

### Kassaopbrengsten
Thunderbolts* ging op 2 mei 2025 in de Amerikaanse bioscopen in première met de verwachting van een bruto-opbrengst in het openingsweekend van 80 à 90 miljoen Amerikaanse dollars in 4330 bioscopen. De film bracht uiteindelijk 76 miljoen dollar op in zijn openingsweekend en eindigde daarmee op de eerste plaats aan de kassa. Op 6 mei 2025 had de film, samen met de opbrengst van 86,2 miljoen dollar in de andere gebieden, een totale opbrengst van 165,5 miljoen dollar.